# Діаграма з областями

Діаграма з областями з накопиченням

Діаграма з областями

Діаграма з областями — це лінійна діаграма, в якій область між віссю та лінією заповнена певним кольором або текстурою.

## Історія
Винахідником діаграм з областями, лінійних, стовпцевих та кругових діаграм вважають Вільяма Плейфера. В 1786 році була опублікована його книга «Комерційний і політичний атлас», яка містила графічне зображення відсоткового доходу від державного боргу після революції й діаграму всього імпорту й експорту в Англію з 1700 по 1782 рік. В історії описують, що це перші діаграми з областями.

## Загальне використання
Діаграми з областями, як і лінійні діаграми, використовуються для зображення зміни кількісних значень в певному інтервалі або за певний період часу. Найчастіше ці діаграми використовують для демонстрації тенденцій, а не конкретних значень.
Діаграма з областями подібна до графіка, за виключенням того, що ділянка під побудованою лінією залита кольором, щоб вказати об'єм.

## Підтипи діаграм з областями
| Підтип                           | Опис                                                            |
| -------------------------------- | --------------------------------------------------------------- |
| Стандартна                       | Звичайна діаграма з областями: графік з зафарбованими областями |
| З накопиченням                   | Відображає зміну загальної суми й зміну вкладів окремих значень |
| Нормована з накопиченням         | Відображає зміну вкладів окремих значень за певний період часу  |
| Об'ємна                          | Звичайна діаграма з областями з імітацією об'ємної перспективи  |
| Об'ємна з накопиченням           | Об'ємне зображення загальної суми й вкладів окремих значень     |
| Об'ємна нормована з накопиченням | Об'ємне зображення вкладів окремих значень                      |